# K. C. Douglas
K. C. Douglas (født 21. november 1913 – død 18. Oktober 1975) var en amerikansk countryblues-sanger og -guitarist. Hans fornavne var udelukkende initialer.

## Karriere
Douglas blev født i det kommunefri område Sharon i Mississippi, flyttede efter nogle år til Vallejo i Californien (1945) for at arbejde på flådeværfterne og begyndte i 1947 at optræde på San Francisco/Oakland's blues-scener. Douglas var musikalsk påvirket af Tommy Johnson, med hvem han havde arbejdet sammen i Jackson-området I de tidlige 1940'ere,, og hvis "Canned Heat Blues"han lod sig inspirere af på sine egne albummer A Dead Beat Guitar and the Mississippi Blues og Big Road Blues.
K. C. Douglas-kvartettens første studieoptagelse blev "Mercury Boogie" (senere ændret til "Mercury Blues"), i 1948. De andre musikere i bandet var Sidney Maiden (mundharmonika), Ford Chaney (andenguitar) og Otis Cherry (trommer). Sangen er siden blevet indspillet I coverversioner af Steve Miller, David Lindley, Ry Cooder samt Dwight Yoakam, og en 1992-version skabt af Alan Jackson, gik hen og blev et andenplads-hit på USAs hitliste Hot Country Songs. Meat Loaf genindspillede desuden sangen som et skjult bonusnummer, der kan høres på 2003-albummet Couldn't Have Said It Better. Ford Motor Company købte siden rettighederne til sangen for at bruge den i tv-reklamer.
Douglas benyttede Chris Strachwitz-pladeselskab i begyndelsen af 1960'erne, og de fleste af hans sange er udgivet på Strachwitz's Arhoolie Records og Prestige Bluesville. Douglas spillede guitar på Sidney Maiden's album, Trouble An' Blues i 1961, og reetablerede hermed det partnerskab, der var begyndt i 1940'erne.
I 1973-74 optrådte han på San Francisco Blues Festival og formede en kvartet, der turnérede i East Bay/Modesto/Stockton-området.
K. C. Douglas døde af et hjerteanfald i Berkeley i oktober 1975 og blev begravet på Pleasant Green Cemetery in Sharon, Mississippi.

## Inspireret af Douglas
Mens han var i trediverne og arbejdede i en garage, lærte Douglas sin arbejdsgivers barnebarn Seasick Steve at spille bluesguitar, og Steve er siden blevet en berømt bluesmusiker i USA.

## Udvalgt diskografi

### Singler
- "Mercury Boogie" (1948)
- "Lonely Blues" (1954)

Bemærk: bagsiden af "Mercury Boogie" er lavet af Sidney Maiden.

### Studiealbum
- A Dead Beat Guitar and the Mississippi Blues (1956)
- K. C.'s Blues (1961)
- Big Road Blues (1961)
- The Country Boy (1974) - (genudgivet som Mercury Blues med yderligere optagelser)
- Classic African-American Ballads (2006)